# ナリタファーム
ナリタファームは、千葉県成田市横山にある競走馬の育成、休養牧場。
2009年開業。株式会社ナリタファームが運営。騎手・厩務員を目指す学校のインターアクションホースマンスクールが併設されている。

## 主な施設
- 厩舎 3棟
- 走路 350m 幅6.5m
- 角馬場 2面
- ウォーキングマシン 1基
- サンシャインパドック 32箇所